# Trygve Allister Diesen
Trygve Allister Diesen (11 luglio 1967) è un regista e sceneggiatore norvegese.

## Biografia
Allister Diesen è di origini in parte norvegesi e in parte scozzesi e si è laureato alla Scuola delle arti cinematografiche di Los Angeles. Il suo film Red, diretto insieme con Lucky McKee, ha vinto il Sundance Film Festival nel 2008. Ha anche scritto e diretto due film norvegesi, uno dei quali (Tyven, tyven) venne ufficialmente presentato in rappresentanza della Norvegia ai Premi Oscar.
Allister Diesen è anche un prolifico regista televisivo.

## Filmografia

### Cinema
- Trappola nel buio (Mørkets øy) (1997)
- Tyven, tyven (2002)
- Red, co-regia con Lucky McKee (2008)